# Zorgcentrum
Zorgcentrum is een benaming voor verschillende vormen van ouderenhuisvesting, met name voor verzorgingshuizen, maar ook voor verpleeghuizen of combinaties van verpleeg- en verzorgingshuizen, of woon-zorgcentra. Een zorgcentrum biedt op wisselende zorgvragen een zo volledig mogelijk zorgaanbod voor ouderen in één centrum aan. Het kan zich ook richten op mensen die maatschappelijk kwetsbaar zijn.
Wanneer oude of kwetsbare mensen het thuis moeilijk hebben en niet meer voor zichzelf kunnen zorgen, kunnen ze een beroep doen op een georganiseerd assortiment diensten in een woon-zorgcentrum. Daar kunnen zij redelijkerwijs terecht met een zorgvraag. Als ze nog redelijk zelfstandig zijn, kunnen zij intrekken in een serviceflat; zij kunnen daar gebruikmaken diverse diensten zoals de was, hulp in het huishouden etc. Voor hulp ’s nachts of overdag kunnen zij met reden terecht in een nachtopvang of dagverzorgingscentrum. Voor opname in crisissituaties bestaat er de crisisopvang. Deze verschillende zorgvormen zijn niet in elk zorgcentrum aanwezig maar maken tezamen de faciliteit tot een woon- en zorgcentrum. 